# Ōbu
Ōbu (jap. 大府市 Ōbu-shi) – miasto w Japonii, w prefekturze Aichi, na wyspie Honsiu.

## Położenie
Miasto leży w środkowej części prefektury, sąsiaduje z:
- Nagoja
- Toyoake
- Kariya
- Tōkai

## Historia
Ōbu zdobyło prawa miejskie 1 września 1970 roku.

## Populacja
Zmiany w populacji Ōbu w latach 1970–2015:
| Rok  | Populacja |
| ---- | --------- |
| 1970 | 48 960    |
| 1975 | 56 211    |
| 1980 | 62 277    |
| 1985 | 66 696    |
| 1990 | 69 720    |
| 1995 | 73 096    |
| 2000 | 75 273    |
| 2005 | 80 262    |
| 2010 | 85 249    |
| 2015 | 89 157    |

## Miasta partnerskie
- Australia: City of Port Phillip